# Спокійний тато
«Спокійний тато» (фр. Le pêre tranquille) — французький кінофільм режисера Рене Клемана. Показом фільму було відкрито перший Каннський кінофестиваль у 1946 році .

## Сюжет
Дія фільму відбувається у французькому Муассоні часів фашистської окупації. Мосьє Мартен (Ноель-Ноель), 60-річний домосід на прізвисько «Спокійний Тато», п'є таблетки, вечорами грає в карти у кафе і розводить орхідеї в оранжереї. При цьому він — керівник місцевого осередку Опору: кожен день спілкується з Лондоном; разом зі своїми помічниками Сімоном і Пельт'є організовує різні диверсії; усуває при нагоді нацистських агентів, що шпигують в селі. Родичі нічого не знають про його діяльність. Дружина занурена в турботи про господарство. Син-підліток докоряє йому в симпатіях до фашистів. Лише старша дочка Монік, ґрунтуючись на непрямих доказах, починає щось підозрювати.
Помітивши, що на сусідньому заводі ховаються маленькі підводні човни, Мартен повідомляє про це у Лондон, радячи знищити будівлю. Щоб вивести сусідів з-під бомбардування, він запрошує усіх на святкову вечерю з нагоди заручин Монік і Пельт'є (вони давно таємно від усіх кохалися) до ресторану, досить віддаленого від заводу. Бомбардування проходить успішно. Незабаром після неї Мартена беруть під арешт. Французькі війська звільняють його від німців і, пораненого, привозять до міста. Його син, що вступив до партизанського загону («щоб хоч хтось в сім'ї боровся у Опорі»), тільки тепер розуміє, хто його батько.

## У ролях
| Актор         | Роль                          |
| ------------- | ----------------------------- |
| Ноель-Ноель   | мосьє Мартен "Спокійний Тато" |
| Надін Аларі   | Монік Мартен                  |
| Жозе Артюр    | П'єр Мартен                   |
| Поль Франкер  | Симон                         |
| Жорж Кесто    |                               |
| Симона Лестан |                               |
| Жанна Ервіаль |                               |
| Говард Вернон | німецький офіцер Флейшер      |
| Жан Лара      | Пельтьє                       |